# Патрік Махомес
Патрік Лавон Махомес II (нар. 17 вересня 1995 року) — американський футболіст, квотербек, гравець Канзас Сіті Чіфс. Володар Супербоулу (LIV, LVII) .
Махомес спочатку грав у бейсбол під час навчання в коледжі, а потім — в американський футбол у Техаському технічному університеті. За два роки він покинув бейсбол, щоб зосередитися виключно на футболі. У 2017 році команда «Канзас-Сіті Чіфс» обрала його під 10-м номером на драфті NFL. Махомес провів свій дебютний сезон, підтримуючи Алекса Сміта. Наступного сезону команда обміняла Сміта до «Вашингтон Редскінз», а Махомеса призначили стартовим гравцем. За свою гру у своєму першому сезоні він виступив у Pro Bowl і виграв нагороди «Нападник року NFL» і «Найцінніший гравець NFL». Махомес разом із Ламаром Джексоном, Кемом Ньютоном і Стівом Макнейром є одним із чотирьох афроамериканських захисників, які отримали нагороду AP MVP.